# جيرمي لامب
جيرمي لامب (بالإنجليزية: Jeremy Lamb)‏ مواليد 30 مايو 1992، هو لاعب كرة سلة أمريكي يلعب مع فريق أوكلاهوما سيتي ثاندر في الرابطة الوطنية لكرة السلة ويحمل الرقم 11. يبلغ طوله 6 قدم 5 بوصة (2.0 م).

## فرق لعب لها
- أوكلاهوما سيتي ثاندر

## روابط خارجية
- جيرمي لامب على موقع الاتحاد الدولي لكرة السلة (الإنجليزية)
- جيرمي لامب على موقع إن بي أي (الإنجليزية)
- جيرمي لامب على موقع سبورتس رفرنس (الإنجليزية)
- جيرمي لامب على موقع كرة السلة الأوروبية.كوم (الإنجليزية)
- جيرمي لامب على موقع إي إس بي إن.كوم (الإنجليزية)
- جيرمي لامب على موقع كلية كرة السلة في سبورتس رفرنس.كوم (الإنجليزية)
- جيرمي لامب على موقع ريلجم (الإنجليزية)
- جيرمي لامب على موقع بروبوليرز (الإنجليزية)
- جيرمي لامب على موقع سبورتس رفرنس (الإنجليزية)